# Средња школа „Никола Тесла” Баточина
Средња школа Никола Тесла са седиштем у Баточини ради као установа за средње васпитно образовање. Налази се у самом центру Баточине. Школа је добила име по познатом српском и светском научнику Николи Тесли.

## Историја школе
Настала је 15. марта 1977. године самоуправним споразумом о удруживању Гимназије „Радоје Домановић“ из Баточине и Школе за квалификоване раднике „Млади радник“ из Лапова. Профил школе се често мењао. Читава школа је покривена видео надзором.

## О школи
Школска зграда има површину око 2.500 м². располаже са 14 учионица опште намене и 8 кабинета за наставу физике, хемије и машинских предмета. Кабинет за наставу информатике поседује 19 рачунара. Школа поседује и салу која је реконструисана 2006. године.

## Образовни профили
У школској 2023/24 је 159 ученика у 10 одељења. Образовни профили у школској 2023/24 су следећи:
| Смер                               | Степен         | Разред |
| ---------------------------------- | -------------- | ------ |
| Механичар моторних возила          | трогодишњи     | I−III  |
| Техничар заштите од пожара         | четворогодишњи | I−IV   |
| Службеник у банкарству и осигурању | четворогодишњи | II-III |
| Туристичко−хотелијерски техничар   | четворогодишњи | IV     |